# Campionat del Món de motociclisme de 1978
La temporada de 1978 del Campionat del món de motociclisme fou la 30a edició d'aquest campionat, organitzat per la FIM. Hi havia gran expectació a l'inici de la temporada de 1978: la popularitat del campió vigent Barry Sheene havia augmentat l'atractiu de les curses de motociclisme en l'àmbit dels mitjans de comunicació de masses i, a més, l'arribada de Kenny Roberts dels Estats Units va fer augmentar l'emoció.
Aquell any, un jove valencià, Ricardo Tormo, va aconseguir el títol de 50cc amb la Bultaco TSS Mk2 després d'assolir cinc victòries i dos segons llocs a les set rondes del campionat. Tormo va esdevenir així el primer campió del món de  motociclisme catalanoparlant alhora que el primer valencià. L'italià Eugenio Lazzarini va guanyar el títol de 125cc amb una MBA. El sud-africà Kork Ballington va aconseguir un espectacular doblet en guanyar els títols de 250cc i 350cc amb les Kawasaki, igualant els dobles campionats de Walter Villa el 1976 i Mike Hailwood el 1967.
Com a dada positiva, el 1978 va ser el primer any des del 1966 en què no es produí cap accident mortal. La ratxa es reinicià el 1980 i des d'aleshores fins al 1984 es van anar succeint anualment accidents als Grans Premis amb resultat de morts. Més tard se'n van tornar a produir alguns, tot i que a mesura que augmentava la seguretat dels circuits, cada cop més esporàdics. Entre el 1988 i el 2021 va haver-hi un total de nou morts en competició. A data del 2025, aquesta xifra continuava igual.

## El campionat de 500cc
A la categoria de 500cc, Suzuki tornava amb el campió vigent, Barry Sheene, juntament amb els seus companys d'equip Teuvo Lansivuori, Pat Hennen i Wil Hartog. L'equip oficial de fàbrica de Yamaha va inscriure els excampions mundials de 350cc Johnny Cecotto i Takazumi Katayama. A falta d'una moto competitiva amb la qual competir contra Harley-Davidson a l'AMA Grand National, la filial americana de Yamaha va decidir d'enviar el seu excampió de l'AMA Kenny Roberts a córrer als campionats mundials de 250cc, 500cc i Fórmula 750. A més, Roberts va aconseguir el suport financer de l'empresa de pneumàtics Goodyear.

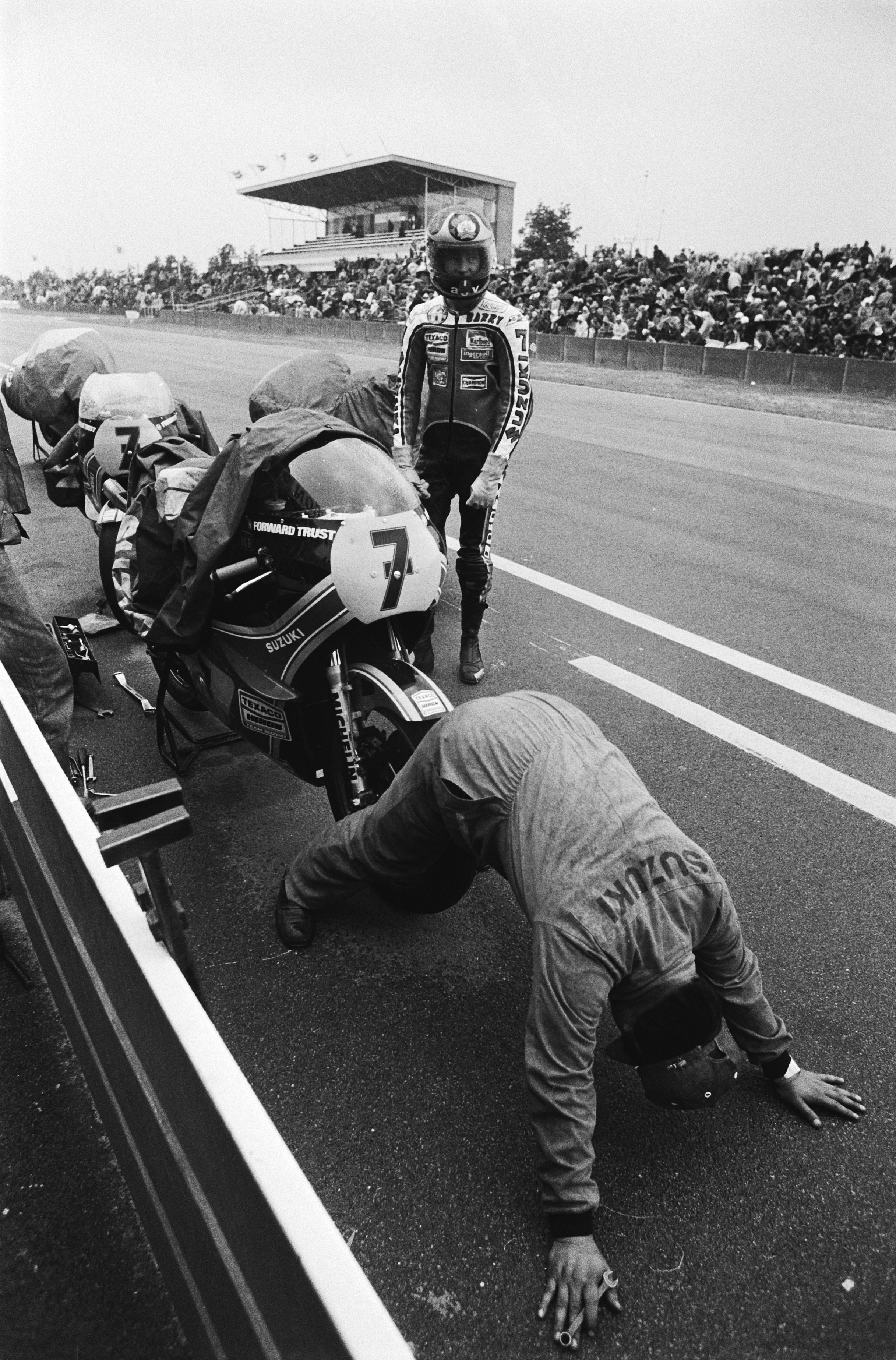
Barry Sheene i el seus mecànic revisant les Suzuki RG500 al Dutch TT

Sheene va obrir la temporada amb una victòria al Gran Premi de Veneçuela, però després va emmalaltir a causa d'un virus que el va debilitar durant la primera part de l'any. Roberts va guanyar la cursa de 250cc a Veneçuela, però després va patir una avaria a la de 500cc. L'americà Pat Hennen va guanyar la segona ronda, el Gran Premi d'Espanya, mentre que Roberts fou segon i Sheene acabà relegat a la cinquena posició. Roberts va guanyar la seva primera cursa de 500cc amb una victòria al Gran Premi d'Àustria i empalmà ràpidament dues victòries més a França i Itàlia, posant-se així al capdavant de la classificació provisional del campionat. La prometedora carrera de Hennen es va veure estroncada quan va patir lesions al cap mentre competia al TT de l'Illa de Man durant una pausa en el calendari de la temporada del mundial.
Cecotto va guanyar el Dutch TT i Roberts fou segon davant d'un ressorgit Sheene, en tercera posició. Hartog es va adjudicar el Gran Premi de Bèlgica, on Roberts i Sheene acabaren de nou en segon i tercer lloc respectivament. Al Gran Premi de Suècia, Roberts va tenir un accident durant els entrenaments de 250cc, patint commoció cerebral i una lesió al polze. Commocionat per l'accident, no va poder passar de la setena posició a la cursa de 500cc, que Sheene va guanyar i reduí així la diferència de punts amb el líder del campionat, Roberts. Hartog va guanyar el seu segon Gran Premi de la temporada a Finlàndia, mentre que els dos líders del campionat, Roberts i Sheene, no van poder acabar la cursa. Tots dos aspirants van arribar al Gran Premi de Gran Bretanya amb només tres punts de diferència. La prova va acabar amb controvèrsia després que les pluges torrencials durant la cursa, juntament amb les aturades a boxes per canviar pneumàtics per part de Roberts i de Sheene, van crear confusió entre els controladors oficials. Finalment, Roberts en va ser declarat guanyador i a Sheene se li va assignar el tercer lloc, darrere del pilot privat Steve Manship, que no es va aturar per a canviar pneumàtics.
La lluita pel títol entre Roberts i Sheene es va decidir a l'última cursa de la temporada, el Gran Premi d'Alemanya, celebrat al complicat Nürburgring, de 22,9 km de llargada. Allà, el pilot privat de Suzuki, Virginio Ferrari, va guanyar el primer Gran Premi de la seva carrera, mentre que Roberts va acabar en tercera posició per davant de Sheene, quart, i així va esdevenir el primer americà a guanyar el campionat del món de velocitat de la història. Cecotto va quedar en tercer lloc a la classificació final del campionat.

## Campions del món
Pilots
| 50cc          | 125cc        | 250cc           | 350cc           | 500cc         |
| ------------- | ------------ | --------------- | --------------- | ------------- |
| Ricardo Tormo | E. Lazzarini | Kork Ballington | Kork Ballington | Kenny Roberts |

Constructors
| 50cc    | 125cc     | 250cc    | 350cc    | 500cc  |
| ------- | --------- | -------- | -------- | ------ |
| Bultaco | Minarelli | Kawasaki | Kawasaki | Suzuki |

Sidecars
| Pilot / Passatger            | Constructor |
| ---------------------------- | ----------- |
| Rolf Biland / Kenny Williams | Yamaha      |

## Grans Premis

### Sistema de puntuació
Barem de puntuació de 1969 a 1987:
| Posició | 1  | 2  | 3  | 4 | 5 | 6 | 7 | 8 | 9 | 10 |
| Punts   | 15 | 12 | 10 | 8 | 6 | 5 | 4 | 3 | 2 | 1  |

### Calendari
| Cursa | Data           | Gran Premi                   | Circuit           |
| ----- | -------------- | ---------------------------- | ----------------- |
| 1     | 19 de març     | Gran Premi de Veneçuela      | San Carlos        |
| 2     | 16 d'abril     | Gran Premi d'Espanya         | Jarama            |
| 3     | 30 d'abril     | Gran Premi d'Àustria         | Salzburgring      |
| 4     | 7 de maig      | Gran Premi de França         | Nogaro            |
| 5     | 14 de maig     | Gran Premi de les Nacions    | Mugello           |
| 6     | 24 de juny     | Dutch TT                     | Assen             |
| 7     | 2 de juliol    | Gran Premi de Bèlgica        | Spa-Francorchamps |
| 8     | 23 de juliol   | Gran Premi de Suècia         | Karlskoga         |
| 9     | 30 de juliol   | Gran Premi de Finlàndia      | Imatra            |
| 10    | 6 d'agost      | Gran Premi de Gran Bretanya  | Silverstone       |
| 11    | 20 d'agost     | Gran Premi d'Alemanya        | Nürburgring       |
| 12    | 27 d'agost     | Gran Premi de Txecoslovàquia | Brno              |
| 13    | 17 de setembre | Gran Premi de Iugoslàvia     | Rijeka            |

### Guanyadors
| Cursa | Gran Premi           | 50cc              | 125cc              | 250cc           | 350cc           | 500cc            | Resultats |
| ----- | -------------------- | ----------------- | ------------------ | --------------- | --------------- | ---------------- | --------- |
| 1     | GP de Veneçuela      |                   | Pier Paolo Bianchi | Kenny Roberts   | T. Katayama     | Barry Sheene     | Resultat  |
| 2     | GP d'Espanya         | Eugenio Lazzarini | Eugenio Lazzarini  | Gregg Hansford  |                 | Pat Hennen       | Resultat  |
| 3     | GP d'Àustria         |                   | Eugenio Lazzarini  |                 | Kork Ballington | Kenny Roberts    | Resultat  |
| 4     | GP de França         |                   | Pier Paolo Bianchi | Gregg Hansford  | Gregg Hansford  | Kenny Roberts    | Resultat  |
| 5     | GP de les Nacions    | Ricardo Tormo     | Eugenio Lazzarini  | Kork Ballington | Kork Ballington | Kenny Roberts    | Resultat  |
| 6     | Dutch TT             | Eugenio Lazzarini | Eugenio Lazzarini  | Kenny Roberts   | Kork Ballington | Johnny Cecotto   | Resultat  |
| 7     | GP de Bèlgica        | Ricardo Tormo     | Pier Paolo Bianchi | Paolo Pileri    |                 | Will Hartog      | Resultat  |
| 8     | GP de Suècia         |                   | Pier Paolo Bianchi | Gregg Hansford  | Gregg Hansford  | Barry Sheene     | Resultat  |
| 9     | GP de Finlàndia      |                   | Ángel Nieto        | Kork Ballington | Kork Ballington | Will Hartog      | Resultat  |
| 10    | GP de Gran Bretanya  |                   | Ángel Nieto        | Anton Mang      | Kork Ballington | Kenny Roberts    | Resultat  |
| 11    | GP d'Alemanya        | Ricardo Tormo     | Ángel Nieto        | Kork Ballington | T. Katayama     | Virginio Ferrari | Resultat  |
| 12    | GP de Txecoslovàquia | Ricardo Tormo     |                    | Kork Ballington | Kork Ballington |                  | Resultat  |
| 13    | GP de Iugoslàvia     | Ricardo Tormo     | Ángel Nieto        | Gregg Hansford  | Gregg Hansford  |                  | Resultat  |

## Galeria

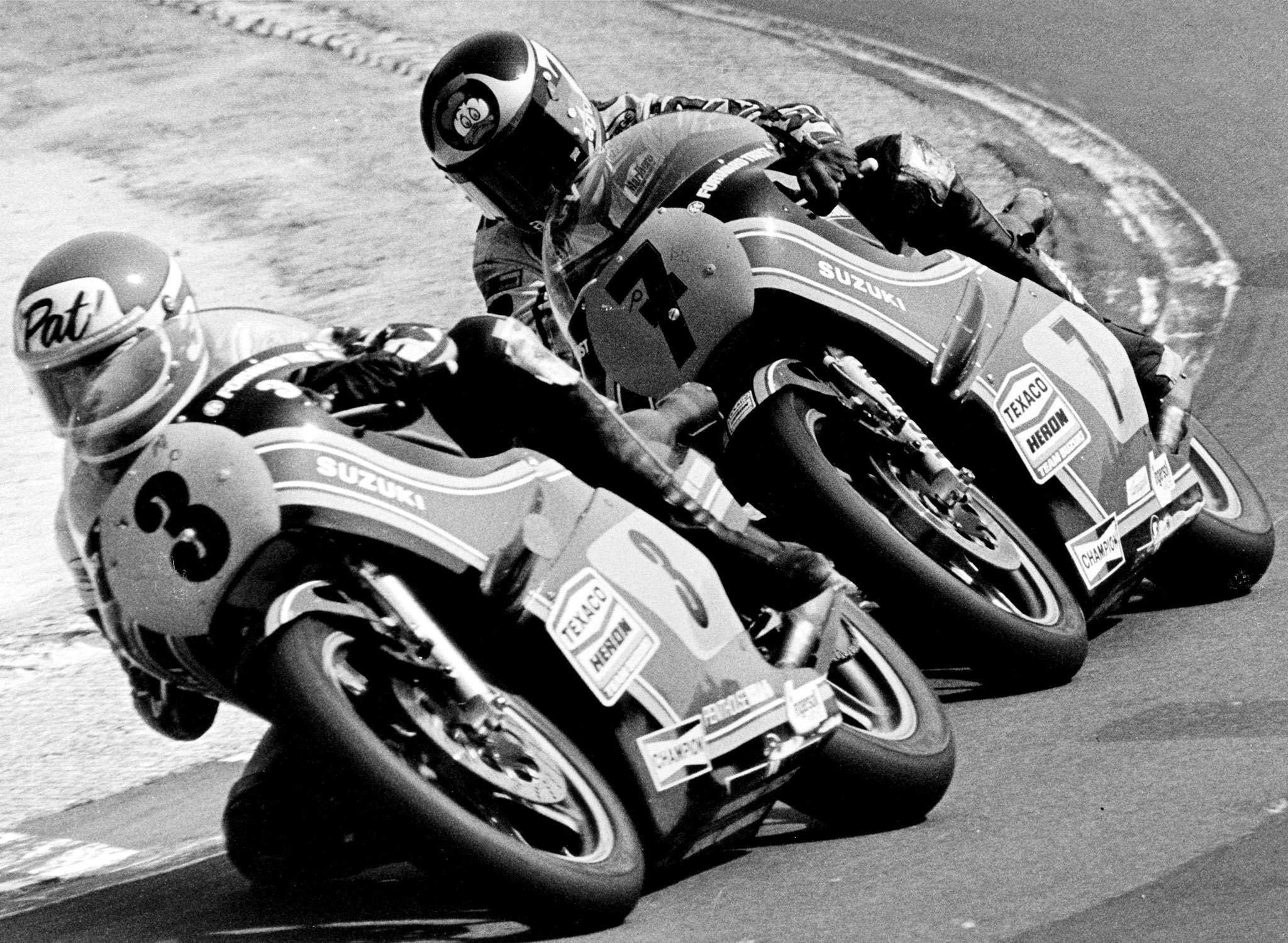
Pat Hennen davant de Barry Sheene la setmana abans de l'accident de l'americà
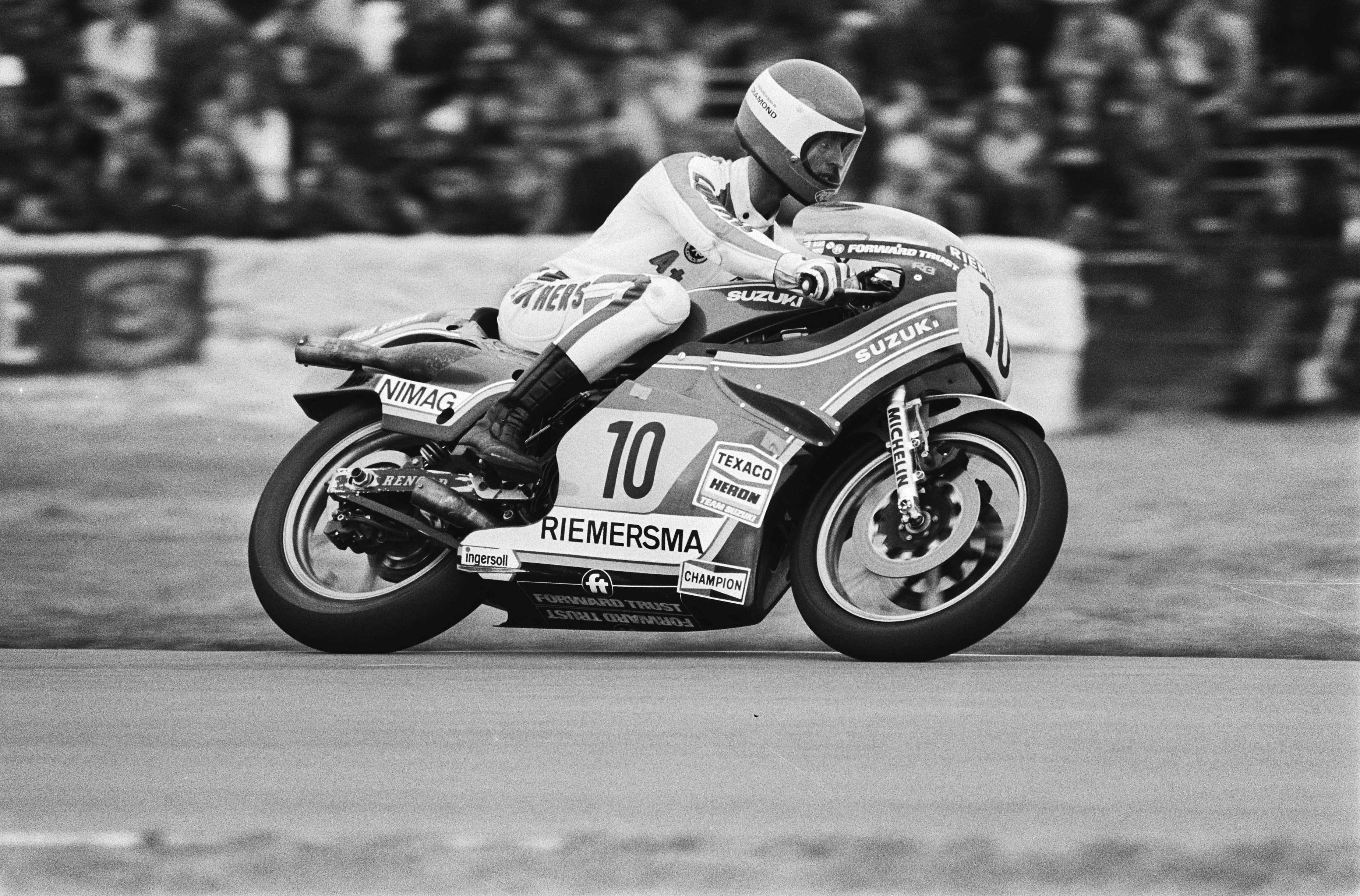
Wil Hartog amb la Suzuki RG500 a Assen
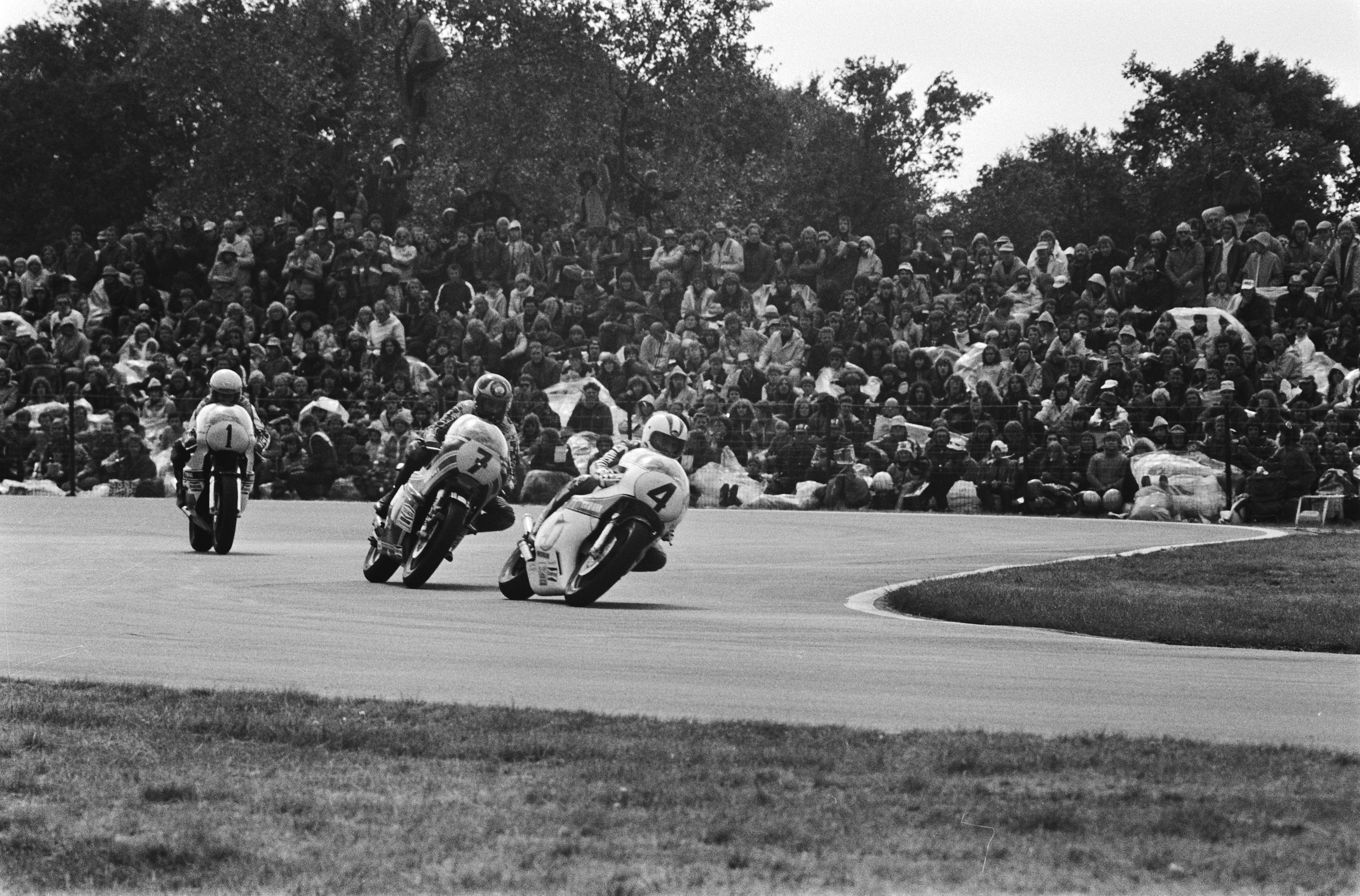
Cecotto davant de Sheene i Roberts a Assen
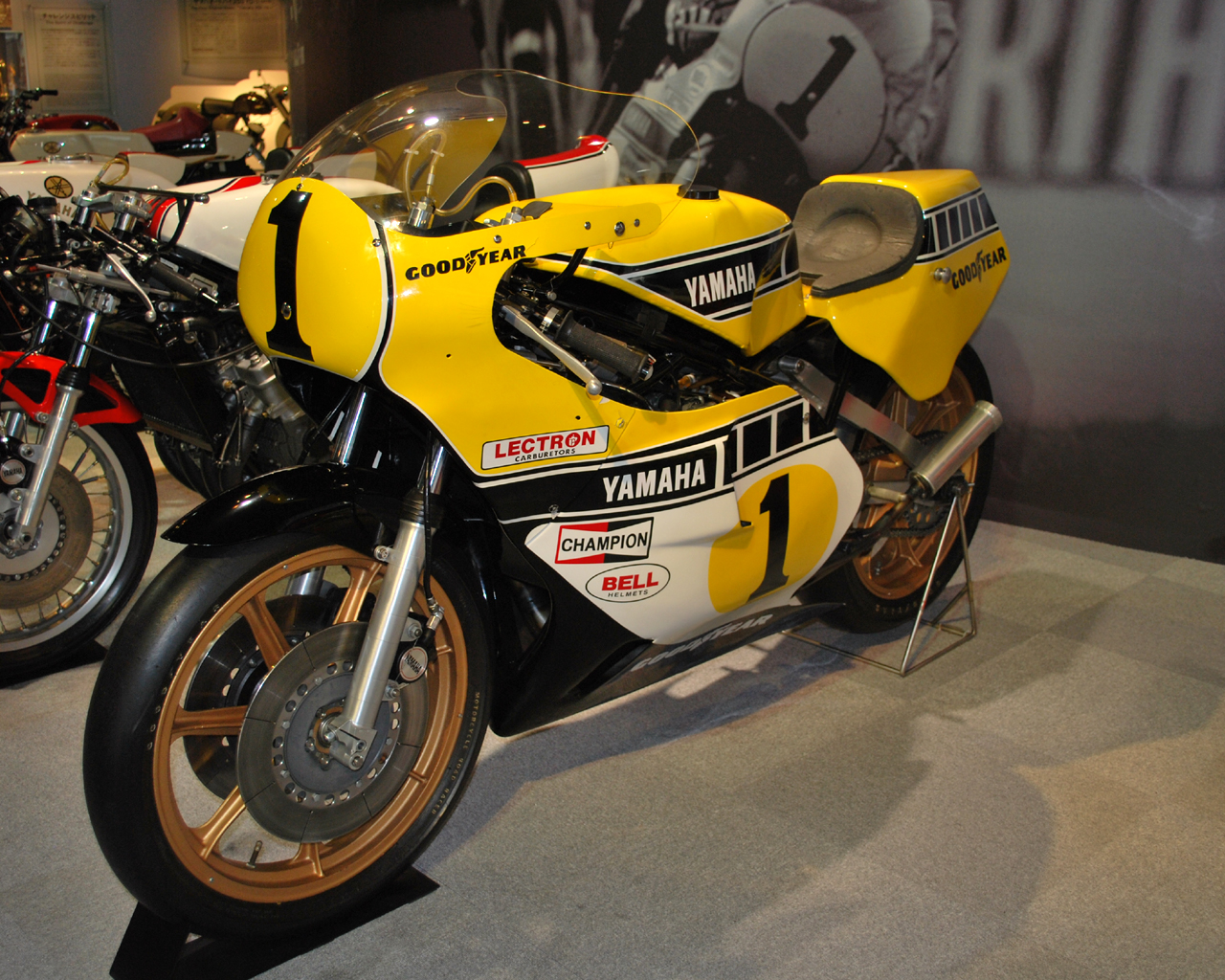
La Yamaha YZR500 amb què Kenny Roberts fou campió de 500cc

## Classificació dels pilots

### 500 cc
| Pos | Pilot                 | Moto                   | VEN · | ESP · | AUT · | FRA · | NAT · | NED · | BEL · | SWE · | FIN · | GBR | GER · | Pts |
| --- | --------------------- | ---------------------- | ----- | ----- | ----- | ----- | ----- | ----- | ----- | ----- | ----- | --- | ----- | --- |
| 1   | Kenny Roberts         | Yamaha                 | Ret   | 2     | 1     | 1     | 1     | 2     | 2     | 7     | Ret   | 1   | 3     | 110 |
| 2   | Barry Sheene          | Suzuki                 | 1     | 5     | 3     | 3     | 5     | 3     | 3     | 1     | Ret   | 3   | 4     | 100 |
| 3   | Johnny Cecotto        | Yamaha                 | Ret   | 4     | 2     | 23    | Ret   | 1     | Ret   | 6     | 3     | 7   | 2     | 66  |
| 4   | Will Hartog           | Suzuki                 |       | 9     | 7     | 5     | 6     | 5     | 1     | 2     | 1     | Ret | Ret   | 65  |
| 5   | Takazumi Katayama     | Yamaha                 | Ret   | 3     | Ret   | Ret   | Ret   | 4     | 6     | 3     | 2     | 9   | 5     | 53  |
| 6   | Pat Hennen            | Suzuki                 | 2     | 1     | Ret   | 2     | 2     |       |       |       |       |     |       | 51  |
| 7   | Steve Baker           | Suzuki                 | 3     | 6     | Ret   |       | 4     | 9     | Ret   | 4     | 6     | Ret | 7     | 42  |
| 8   | Teuvo Länsivuori      | Suzuki                 |       | 7     | 5     | Ret   | 7     | 12    | 5     | 8     | 4     | 5   | 9     | 39  |
| 9   | Marco Lucchinelli     | Suzuki / Cagiva-Suzuki |       | Ret   | 4     | Ret   | 3     | Ret   | 7     | Ret   | Ret   | 4   | Ret   | 30  |
| 10  | Michel Rougerie       | Suzuki                 |       | 14    | 6     | Ret   | Ret   | 6     | 4     | Ret   | Ret   | 11  | 6     | 23  |
| 11  | Virginio Ferrari      | Suzuki                 | Ret   | Ret   | Ret   | 17    | Ret   | Ret   | Ret   | 5     |       | 10  | 1     | 22  |
| 12  | Steve Parrish         | Suzuki                 | 4     | 10    | Ret   | 7     | Ret   | 10    | Ret   | 15    | 5     | 15  | 13    | 20  |
| 13  | Boet van Dulmen       | Suzuki                 |       | 11    | 8     | 21    | 9     | 8     | Ret   | 11    | 7     | Ret | 8     | 15  |
| 14  | Steve Manship         | Suzuki                 |       |       |       |       |       |       |       |       |       | 2   |       | 12  |
| 15  | Christian Estrosi     | Suzuki                 |       | 8     |       | 4     | Ret   |       |       |       |       |     |       | 11  |
| 16  | Graziano Rossi        | Suzuki                 |       |       |       | 6     | 12    | 16    | 14    |       | 9     | Ret | Ret   | 7   |
| 17  | John Newbold          | Suzuki                 |       | Ret   | Ret   | 18    |       | 7     | Ret   |       |       | 8   |       | 7   |
| 18  | Roberto Pietri        | Yamaha                 | 5     |       |       |       |       |       |       |       |       |     |       | 6   |
| 19  | Gianni Rolando        | Suzuki                 |       | NQ    |       |       | 10    | Ret   |       |       |       | 6   | Ret   | 6   |
| 20  | Gerhardt Vogt         | Yamaha / Suzuki        | 6     |       |       | 16    |       | 20    | 20    |       | 14    | 17  | 16    | 5   |
| 21  | Philippe Coulon       | Suzuki                 |       | Ret   | 11    | 20    | 8     | 11    | Ret   | 9     |       | 16  | 25    | 5   |
| 22  | Leandro Becheroni     | Suzuki                 | 7     |       |       | NVC   |       |       |       |       |       |     |       | 4   |
| 23  | Alex George           | Suzuki                 |       | 18    | Ret   | 11    | 14    | 14    | 8     | 10    | Ret   | 13  | 15    | 4   |
| 24  | Jürgen Steiner        | Suzuki                 |       |       | 14    |       |       |       |       | Ret   | 8     |     | 10    | 4   |
| 25  | Jean-Philippe Orban   | Suzuki                 |       | 12    | Ret   | 8     |       |       |       |       |       |     |       | 3   |
| 26  | Gianfranco Bonera     | Suzuki / Cagiva        |       |       | 9     | 22    |       | 13    |       |       |       | Ret | 12    | 2   |
| 27  | Tom Herron            | Suzuki                 |       | 13    | Ret   |       |       |       | 9     |       |       |     |       | 2   |
| 28  | Carlo Perugini        | Suzuki                 |       |       |       | 9     | Ret   |       |       |       |       |     |       | 2   |
| 29  | Bruno Kneubühler      | Suzuki                 |       | 16    | 10    | Ret   | Ret   | Ret   | Ret   | 14    | 10    | Ret | Ret   | 2   |
| 30  | Dennis Ireland        | Suzuki                 |       |       |       |       |       |       | 10    | Ret   | Ret   | Ret |       | 1   |
| 31  | Kenny Blake           | Yamaha                 |       |       |       | 10    |       |       |       |       |       |     |       | 1   |
| 32  | Jack Middelburg       | Suzuki                 |       |       | Ret   |       |       | 15    |       | 13    |       | 14  | 11    | 0   |
| 33  | John Woodley          | Suzuki                 |       |       |       | 13    |       | 17    | 11    | 17    | Ret   | 19  |       | 0   |
| 34  | Clive Padgett         | Yamaha / Suzuki        |       | 17    |       |       |       |       |       |       | 11    |     |       | 0   |
| 35  | Nico Cereghini        | Suzuki                 |       |       |       |       | 11    |       |       |       |       |     |       | 0   |
| 36  | John Williams         | Suzuki                 |       |       |       |       |       | Ret   | 12    |       |       | 12  |       | 0   |
| 37  | Max Wiener            | Suzuki                 |       | Ret   | Ret   |       |       | 18    | 18    | 16    | 12    | Ret | 14    | 0   |
| 38  | Les van Breda         | Suzuki                 |       | 15    | 12    | Ret   |       | Ret   | 19    | Ret   | Ret   | Ret | Ret   | 0   |
| 39  | Markku Matikäinen     | Suzuki                 |       |       | 17    |       |       |       |       | 12    | Ret   |     |       | 0   |
| 40  | Marc Chabert          | Yamaha                 |       |       |       | 12    |       |       |       |       |       |     |       | 0   |
| 41  | Franz Rau             | Suzuki                 |       |       | 18    | 14    | 13    | 21    | Ret   | 20    | Ret   | Ret | Ret   | 0   |
| 42  | Bosse Granath         | Suzuki                 |       |       | 16    |       |       | NQ    | 13    | NQ    | Ret   |     |       | 0   |
| 43  | Dick Alblas           | Suzuki                 |       |       |       |       |       | 19    | Ret   | 21    | 13    | 20  | 19    | 0   |
| 44  | Helmut Kassner        | Suzuki                 |       |       | 13    |       |       |       |       |       |       |     |       | 0   |
| 45  | Borge Nielsen         | Suzuki                 |       |       | Ret   | 15    | Ret   | NQ    | Ret   |       | 15    |     | Ret   | 0   |
| 46  | Jack Findlay          | Suzuki                 |       |       |       | Ret   | Ret   | Ret   | 15    |       |       | Ret | 18    | 0   |
| 47  | Franz Heller          | Suzuki                 |       |       | 15    |       |       |       | Ret   |       |       |     |       | 0   |
| 48  | Roberto Coli          | Suzuki                 |       |       |       |       | 15    |       |       |       |       |     |       | 0   |
| 49  | Ilkka Jaakkola        | Yamaha                 |       |       |       |       |       |       |       |       | 16    |     |       | 0   |
| =   | Greg Johnson          | Suzuki                 |       |       |       |       |       |       | 16    |       |       |     |       | 0   |
| 51  | Hans-Otto Butenuth    | Yamaha                 |       |       |       |       |       |       |       |       |       |     | 17    | 0   |
| =   | Hervé Regout          | Yamaha                 |       |       |       |       |       |       | 17    |       |       |     |       | 0   |
| 53  | Peter Sjöström        | Suzuki                 |       |       |       |       |       |       |       | 19    |       | 18  | Ret   | 0   |
| 54  | Odd Arne Lände        | Suzuki                 |       |       |       |       |       |       |       | 18    |       |     |       | 0   |
| 55  | Michael Schmid        | Suzuki                 |       |       | 19    |       |       |       |       |       |       |     | 24    | 0   |
| 56  | Kimmo Kopra           | Yamaha                 |       | NQ    |       | 19    |       |       |       |       |       |     |       | 0   |
| 57  | Fernando González     | Yamaha                 |       | 19    |       |       |       |       |       |       |       |     |       | 0   |
| 58  | Hase Toshiyuki        | Yamaha                 |       |       |       |       |       |       |       |       |       |     | 20    | 0   |
| 59  | Eduard Coormans       | Suzuki                 |       |       |       |       |       |       | 21    |       |       |     |       | 0   |
| =   | Franz Shermer         | Suzuki                 |       |       |       |       |       |       |       |       |       |     | 21    | 0   |
| 61  | Carlos de San Antonio | Suzuki                 |       | Ret   | Ret   |       | Ret   |       |       | Ret   |       |     | 22    | 0   |
| 62  | Jean-Claude Hogrel    | Buton                  |       |       |       |       |       | NQ    | 22    | Ret   |       |     | Ret   | 0   |
| 63  | Cees Scheepens        | Suzuki                 |       |       |       |       |       | 22    | Ret   |       |       |     |       | 0   |
| 64  | René Gutknecht        | Suzuki                 |       |       |       | Ret   |       |       |       |       |       |     | 23    | 0   |
| 65  | Alain Beraud          | Yamaha                 |       |       |       | 24    |       |       |       |       |       |     |       | 0   |
| 66  | Hans Schöne           | Yamaha                 |       |       |       |       |       |       |       |       |       |     | 26    | 0   |
| 67  | Lars Johansson        | Yamaha                 |       |       |       |       |       |       |       |       | Ret   |     | 27    | 0   |
| 68  | Walter Kaletsch       | Yamaha                 |       |       |       |       |       |       |       |       |       |     | 28    | 0   |
| 69  | Gustav Canehl         | Yamaha                 |       |       |       |       |       |       |       |       |       |     | 29    | 0   |
| -   | Jon Ekerold           | Suzuki / Fath          |       | Ret   | Ret   |       |       |       | Ret   |       |       |     |       | 0   |
| -   | Hans Braumandl        | Suzuki                 |       |       | Ret   |       |       | NQ    |       |       |       |     | Ret   | 0   |
| -   | Werner Nenning        | Suzuki                 |       |       | Ret   |       |       |       |       |       |       | Ret |       | 0   |
| -   | Steve Wright          | Yamaha                 |       |       |       | Ret   |       |       |       |       |       | Ret |       | 0   |
| -   | Jean-Paul Boinet      | But                    |       |       |       | Ret   |       |       |       |       |       |     |       | 0   |
| -   | Dave Potter           | Suzuki                 |       |       |       |       |       | NVC   |       |       |       | Ret |       | 0   |
| -   | Ikujiro Takai         | Yamaha                 |       | Ret   |       | NVC   |       |       |       |       |       |     |       | 0   |
| -   | Eddie Roberts         | Suzuki                 |       | NQ    |       | Ret   |       |       |       |       |       |     |       | 0   |
| -   | Paolo Cipriani        | Paton                  |       |       |       |       | Ret   |       |       |       |       |     |       | 0   |
| -   | Olivier Chevalier     | Yamaha                 |       | Ret   |       |       |       |       |       |       |       |     |       | 0   |
| -   | Marc Fontan           | Suzuki                 |       |       |       |       |       |       |       |       |       | Ret |       | 0   |
| -   | Michel Frutschi       | Suzuki                 |       |       |       |       |       |       |       |       |       |     | Ret   | 0   |
| -   | Lorenzo Ghiselli      | Suzuki                 |       |       |       |       | Ret   |       |       |       |       |     |       | 0   |
| -   | Haarala               | Yamaha                 |       |       |       |       |       |       |       |       | Ret   |     |       | 0   |
| -   | Ron Haslam            | Suzuki                 |       |       |       |       |       |       |       |       |       | Ret |       | 0   |
| -   | Walter Hoffman        | Suzuki                 |       |       |       |       |       |       |       |       | Ret   |     |       | 0   |
| -   | Karl Jensen           | Yamaha                 |       |       |       |       |       |       |       | Ret   |       |     |       | 0   |
| -   | Pentti Korhonen       | Yamaha                 |       | Ret   |       |       |       |       |       |       |       |     |       | 0   |
| -   | Horst Lahfeld         | Suzuki                 |       |       |       |       |       |       |       |       |       |     | Ret   | 0   |
| -   | Pentti Lehtelä        | Yamaha                 |       |       |       |       |       |       |       |       | Ret   |     |       | 0   |
| -   | Gregorio Mariani      | Suzuki                 |       |       |       |       | Ret   |       |       |       |       |     |       | 0   |
| -   | Roger Marshall        | Yamaha                 |       |       |       |       |       |       |       |       |       | Ret |       | 0   |
| -   | Alan North            | Suzuki                 |       |       |       |       |       |       | Ret   |       |       |     |       | 0   |
| -   | Carlo Paganini        | Suzuki                 |       |       |       |       | Ret   |       |       |       |       |     |       | 0   |
| -   | Gustav Reiner         | Suzuki                 |       |       |       |       |       |       |       |       |       |     | Ret   | 0   |
| -   | Iingo Riemer          | Yamaha                 |       |       |       |       |       |       |       |       |       |     | Ret   | 0   |
| -   | Herbert Schieferecke  | Yamaha                 |       |       |       |       |       |       |       |       |       |     | Ret   | 0   |
| -   | Scherer               | Suzuki                 |       |       |       |       |       |       |       |       |       |     | Ret   | 0   |
| -   | Kevin Stowe           | Suzuki                 |       |       |       |       |       |       |       |       |       | Ret |       | 0   |
| -   | Pierre Tocco          | Yamaha                 |       |       |       | Ret   |       |       |       |       |       |     |       | 0   |
| -   | Piet van der Wal      | Yamaha                 |       |       |       |       |       | Ret   |       |       |       |     |       | 0   |
| -   | Jan Verwey            | Suzuki                 |       |       |       |       |       |       |       |       |       |     | Ret   | 0   |
| -   | Walter Villa          | Suzuki                 |       |       | Ret   |       |       |       |       |       |       |     |       | 0   |
| -   | Graham Wood           | Suzuki                 |       |       |       |       |       |       |       |       |       | Ret |       | 0   |
| -   | Dawicki               | Suzuki                 |       |       |       |       |       |       |       |       |       |     | NVC   | 0   |
| -   | Sergio Pellandini     | Suzuki                 |       |       |       |       | NVC   |       |       |       |       |     |       | 0   |
| -   | Beni Slydal           | Suzuki                 |       |       |       |       |       |       |       | NVC   |       |     |       | 0   |
| -   | Seppo Ojala           | Yamaha                 |       | NQ    |       |       |       |       |       |       |       |     |       | 0   |
| -   | Víctor Palomo         | But                    |       | NQ    |       |       |       |       |       |       |       |     |       | 0   |
| -   | Andres Pérez Rubio    | Suzuki                 |       | NQ    |       |       |       |       |       |       |       |     |       | 0   |
| Pos | Pilot                 | Moto                   | VEN · | ESP · | AUT · | FRA · | NAT · | NED · | BEL · | SWE · | FIN · | GBR | GER · | Pts |

| • Llegenda |                                |
| --- | ------------------------------ |
| \| Color \| Resultat \| \| ------- \| --------------------------------- \| \| Or \| Guanyador \| \| Argent \| 2n lloc \| \| Bronze \| 3r lloc \| \| Verd \| Va acabar sumant punts \| \| Blau \| Va acabar sense sumar punts \| \| Blau \| No classificat (NC) \| \| Porpra \| Es retirà (Ret o DNF[a]) \| \| Vermell \| No qualificat (NQ o DNQ[b]) \| \| Vermell \| No pre-qualificat (NPQ o DNPQ[c]) \| \| Negre \| Desqualificat (DSQ) \| \| Blanc \| No va començar (NVC o DNS[d]) \| \| Blanc \| Abandonà (AB o WD[e]) \| \| Blanc \| Retirat per lesió (LES) \| \| Blanc \| Cursa cancel·lada (C) \| \| Gris \| No va entrenar (NE o DNP[f]) \| \| Gris \| No va arribar (NA o DNA[g]) \| \| Gris \| Exclòs (EX) \| Notes 1. 2. 3. 4. 5. 6. 7. En negreta - Pole En cursiva - Volta ràpida |                                |
| Color | Resultat                       |
| Or | Guanyador                      |
| Argent | 2n lloc                        |
| Bronze | 3r lloc                        |
| Verd | Va acabar sumant punts         |
| Blau | Va acabar sense sumar punts    |
| Blau | No classificat (NC)            |
| Porpra | Es retirà (Ret o DNF)          |
| Vermell | No qualificat (NQ o DNQ)       |
| Vermell | No pre-qualificat (NPQ o DNPQ) |
| Negre | Desqualificat (DSQ)            |
| Blanc | No va començar (NVC o DNS)     |
| Blanc | Abandonà (AB o WD)             |
| Blanc | Retirat per lesió (LES)        |
| Blanc | Cursa cancel·lada (C)          |
| Gris | No va entrenar (NE o DNP)      |
| Gris | No va arribar (NA o DNA)       |
| Gris | Exclòs (EX)                    |

| Color   | Resultat                       |
| ------- | ------------------------------ |
| Or      | Guanyador                      |
| Argent  | 2n lloc                        |
| Bronze  | 3r lloc                        |
| Verd    | Va acabar sumant punts         |
| Blau    | Va acabar sense sumar punts    |
| Blau    | No classificat (NC)            |
| Porpra  | Es retirà (Ret o DNF)          |
| Vermell | No qualificat (NQ o DNQ)       |
| Vermell | No pre-qualificat (NPQ o DNPQ) |
| Negre   | Desqualificat (DSQ)            |
| Blanc   | No va començar (NVC o DNS)     |
| Blanc   | Abandonà (AB o WD)             |
| Blanc   | Retirat per lesió (LES)        |
| Blanc   | Cursa cancel·lada (C)          |
| Gris    | No va entrenar (NE o DNP)      |
| Gris    | No va arribar (NA o DNA)       |
| Gris    | Exclòs (EX)                    |

### 350 cc
| Posició | Pilot              | Moto     | Punts | Victòries |
| ------- | ------------------ | -------- | ----- | --------- |
| 1       | Kork Ballington    | Kawasaki | 134   | 6         |
| 2       | Takazumi Katayama  | Yamaha   | 77    | 2         |
| 3       | Gregg Hansford     | Kawasaki | 76    | 3         |
| 4       | Jon Ekerold        | Yamaha   | 64    | 0         |
| 5       | Tom Herron         | Yamaha   | 50    | 0         |
| 6       | Michel Rougerie    | Yamaha   | 47    | 0         |
| 7       | Franco Bonera      | Yamaha   | 37    | 0         |
| 8       | Patrick Fernandez  | Yamaha   | 36    | 0         |
| 9       | Victor Soussan     | Yamaha   | 34    | 0         |
| 10      | Olivier Chevallier | Yamaha   | 27    | 0         |
| 11      | Penti Korhonen     | Yamaha   | 20    | 0         |

### 250 cc
| Posició | Pilot             | Moto       | Punts | Victòries |
| ------- | ----------------- | ---------- | ----- | --------- |
| 1       | Kork Ballington   | Kawasaki   | 124   | 4         |
| 2       | Gregg Hansford    | Kawasaki   | 118   | 4         |
| 3       | Patrick Fernandez | Yamaha     | 55    | 0         |
| 4       | Kenny Roberts     | Yamaha     | 54    | 2         |
| 5       | Anton Mang        | Kawasaki   | 52    | 1         |
| 6       | Tom Herron        | Yamaha     | 48    | 0         |
| 7       | Mario Lega        | Morbidelli | 44    | 0         |
| 8       | Franco Uncini     | Yamaha     | 42    | 0         |
| 9       | Jon Ekerold       | Yamaha     | 40    | 0         |
| 10      | Paolo Pileri      | Morbidelli | 35    | 1         |
|         |                   |            |       |           |
| 30      | Marc Fontan       | Yamaha     | 1     | 0         |

### 125 cc
| Posició | Pilot                  | Moto       | Punts | Victòries |
| ------- | ---------------------- | ---------- | ----- | --------- |
| 1       | Eugenio Lazzarini      | MBA        | 114   | 4         |
| 2       | Angel Nieto            | Minarelli  | 88    | 4         |
| 3       | Pier Paolo Bianchi     | Minarelli  | 70    | 4         |
| 4       | Harald Bartol          | Morbidelli | 68    | 0         |
| 5       | Thierry Espié          | Motobécane | 62    | 0         |
| 6       | Maurizio Massimiani    | Morbidelli | 56    | 0         |
| 7       | Hans Müller            | Morbidelli | 48    | 0         |
| 8       | Per-Edward Carlsson    | Morbidelli | 46    | 0         |
| 9       | Jean-Louis Guignabodet | Morbidelli | 42    | 0         |
| 10      | Clive Horton           | MBA        | 25    | 0         |
|         |                        |            |       |           |
| 30      | Ricardo Tormo          | Bultaco    | 1     | 0         |

### 50 cc
| Posició | Pilot               | Moto     | Punts | Victòries |
| ------- | ------------------- | -------- | ----- | --------- |
| 1       | Ricardo Tormo       | Bultaco  | 99    | 5         |
| 2       | Eugenio Lazzarini   | Kreidler | 64    | 2         |
| 3       | Patrick Plisson     | ABF      | 48    | 0         |
| 4       | Wolfgang Müller     | Kreidler | 28    | 0         |
| 5       | Rolf Blatter        | Kreidler | 25    | 0         |
| 6       | Stefan Dörflinger   | Kreidler | 24    | 0         |
| 7       | Claudio Lusuardi    | Bultaco  | 20    | 0         |
| 8       | Peter Looijensteijn | Kreidler | 14    | 0         |
| 9       | Ingo Emmerich       | Kreidler | 14    | 0         |
| 10      | Aldo Pero           | Kreidler | 13    | 0         |
|         |                     |          |       |           |
| 23      | Ramon Galí          | Bultaco  | 3     | 0         |